# ダラーラ・GP2/08
ダラーラ・GP2/08（Dallara GP2/08）は、イタリアのレーシングカーコンストラクター、ダラーラが製作したフォーミュラカーである。2008年から2010年までGP2シリーズで使用された。

## 開発
2006年9月にGP2シリーズのテクニカルディレクターであるディディエ・ペランが初期設計パラメータを定め、詳細設計をダラーラに引き渡し、比較的早い段階で、シャシーはダラーラ、ルノーブランドのエンジンとギアボックスはメカクローム、タイヤはブリヂストンで、GP2の最初の3年間のパートナーシップが少なくとも2010年まで継続されることが決定されていた。また、F1の変更に対応するために毎年発行されるアップグレードキットでアップグレードできるように設計されていた。
GP2/08は、新しく「アグレッシブに低い」ノーズと、シングルキールサスペンション、彫刻的なフロントウイングを特徴とし、サイドポッドは、新しいラジエーターと冷却システムの組み合わせにより再設計された。バージボードも大きく異なり、先代モデルよりも彫刻的な形状に施されていた。リアエンドも完全に再設計され、メカクローム製のV8にフィットする輪郭のあるエンジンカバーは以前よりもはるかにタイトになり、サイドポッドの背面には真新しい冷却煙突と、2006年に短期間登場した「シャークギル」通気孔の新しいデザインが特徴で、エンジンカバーの後部を引き下げると、著しく異なり、はるかにすっきりとした排気アセンブリがあり、リアウイングは2007年に見られた新しい開発としていた。GP2/08には侵入防止パネルも付属し、当時のF1クラッシュテスト基準を満たすように設計されており、2007年のF1クラッシュテストに合格した唯一の非F1マシンだった。
2007年6月26日にポール・リカール・サーキット高速テストトラックで2006年のGP2シリーズでランキング2位だったネルソン・ピケJr.によって最初のシェイクダウンが行われ、60周を走行した。尚、同日にGP2/08は発表された。